# الجدول الزمني لتاريخ مدينة تونس
فيما يلي الخط الزمني لتاريخ مدينة تونس عاصمة الجمهورية التونسية:

## ما قبل القرن الثالث عشر
- 146 قبل الميلاد – الرومان ينهبون تونس أثناء الحروب البونية الثالثة.
- 737 م – تأسيس جامعة الزيتونة.
- 863 م – بناء جامع الزيتونة.[1]
- 902 – المدينة أصبحت عاصمة إفريقية.
- 945 – المتمردون الخوارج يحتلون المدينة.
- 1159 – المدينة تصبح عاصمة الموحدين الذين آلت لهم السلطة.

## القرن 13م - القرن 18م
- 1227 – أبو الحسن الشاذلي يؤسس أول زاوية في تونس.
- 1229 – الحفصيون في السلطة.[2]
- 1230 – بناء جامع القصبة.
- 1252 – بناء جامع الهواء.
- 1270 – لويس التاسع يستولي على السلطة.
- 1320 – بناء باب الخضراء.
- 1350 – بناء باب سعدون (تاريخ تقريبي).
- 1534 – السلطة تؤول للدولة العثمانية بعد معركة تونس (1534) بقيادة خير الدين بربروس.
- 1535
  - الإمبراطورية الإسبانية تغزو تونس عام 1535.
  - بناء كراكة حلق الوادي (حصن).
- 1574 – الفتح العثماني لتونس 1574.[2]
- 1609 – 80,000 شخص من المورسكيون يصلون إلى تونس بعد طردهم من إسبانيا وهو أكبر عدد يصل إلى المدينة منذ 1492.
- 1624 – بناء جامع سبحان الله (تاريخ تقريبي).
- 1631 – تأسيس جامع يوسف داي
- 1648 – تجديد جامع القصر
- 1655 – بناء مسجد حمودة باشا
- 1685 – وصول أول جماعة من يهود تونس (ويعرفون بالغراناس) إلى تونس
- 1692 – بناء جامع سيدي محرز.
- 1710 – بناء جامع باب الجزيرة.
- 1726 – بناء الجامع الجديد.
- 1741 – علي باي الثاني يمنح ميثاقاً لليهود.
- 1756 – الجيش الجزائري يستولي على مدينة تونس، ويعزل علي باي الأول وينصبون مكانه محمد الرشيد باي

## القرن 19م
- 1811 – العصيان.
- 1813 – ترميم جامع السبخة.
- 1814 – بناء جامع صاحب الطابع.

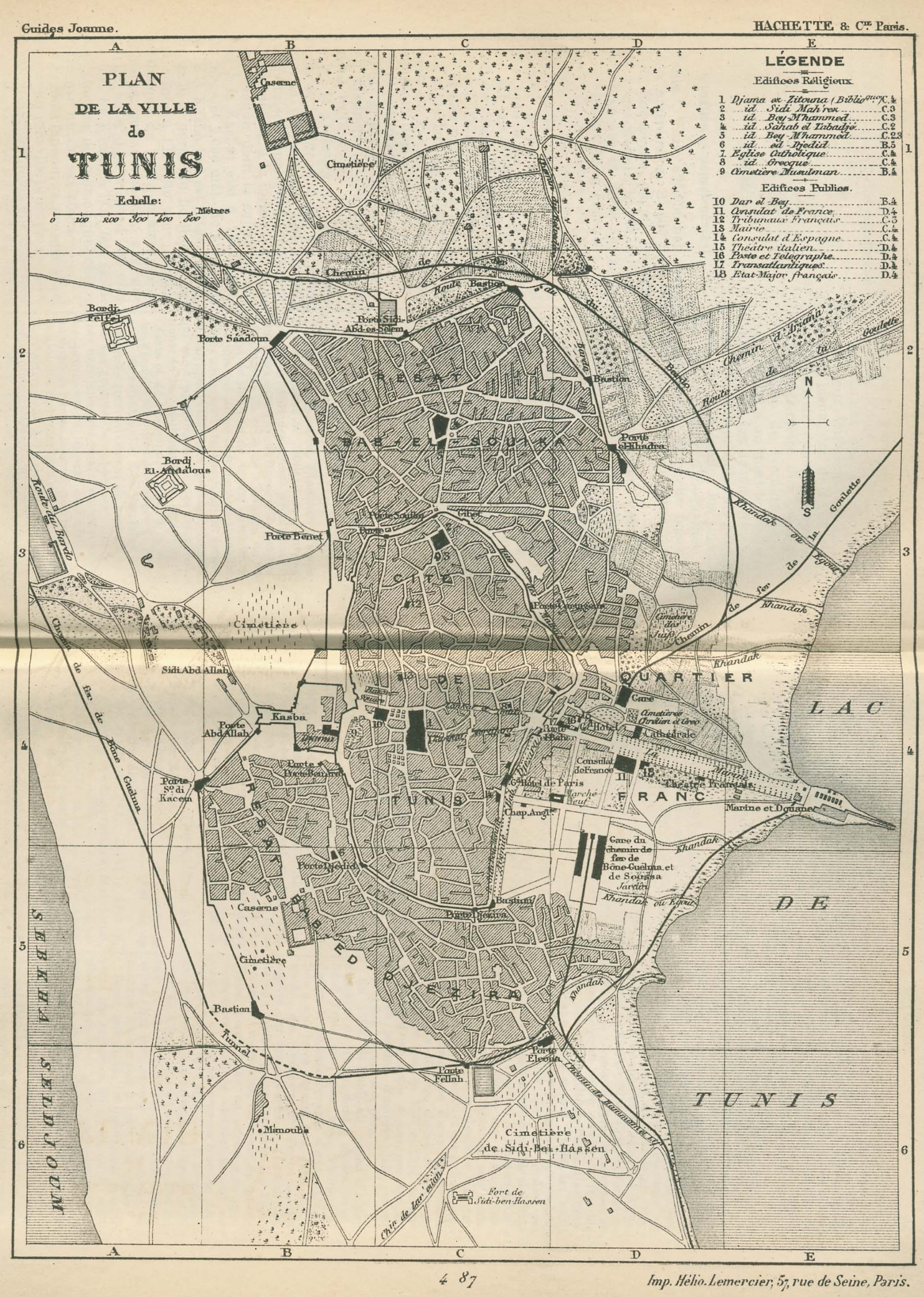
خريطة تونس 1888.

- 1818 – الطاعون يجتاح مدينة تونس ويقتل حوالي 50,000 نسمة وتهدّم المدينة جرّاء فرار السكان.
- 1819 – بناء دار الأصرم.
- 1840 – أحمد باي الأول ينشئ أكاديمية عسكرية في باردو
- 1857 – قضية باتو سفس.
- 1860 –
  - ترميم أسوار المدينة القديمة.
  - إنشاء أول مطبعة رسمية في تونس. وصدور النسخة الأولى من الرائد الرسمي للجمهورية التونسية.
- 1872 – خط تونس-حلق الوادي-المرسى يبدأ العمل.
- 1875 – تأسيس المدرسة الصادقية
- 1881 – احتلال تونس وانتصاب الحماية الفرنسية.
- 1882 – تأسيس المتحف الوطني بباردو .[3]
- 1885 – تأسيس المكتبة الوطنية التونسية.[3]
- 1892 – بناء القنصلية الفرنسية.
- 1893 – افتتاح القنال.
- 1897 – افتتاح كاتدرائية تونس.
- 1900 – إنشاء المعهد الثانوي بنهج الباشا.

## القرن العشرين
- 1901 – بناء قصر العدالة.
- 1903 – تأسيس شركة ترامواي تونس.
- 1906 – عدد السكان: 227,519.
- 1906 – قضية تالة والقصرين.
- 1907 – إنشاء حركة الشباب التونسي.

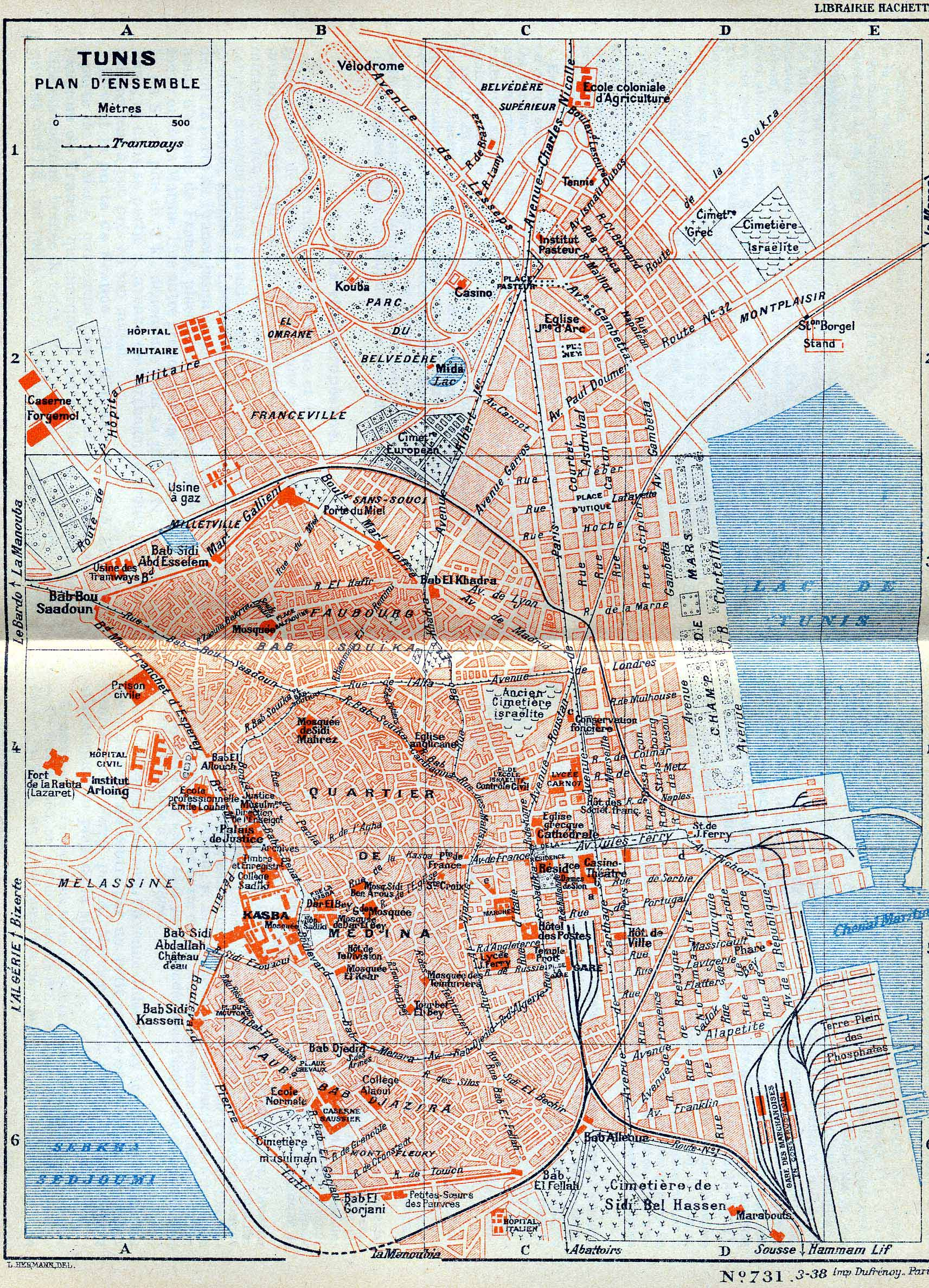
خريطة تونس عام 1937

- 1908 – افتتاح قاعة سينما أمنية باتيه.
- 1910 – افتتاح منتزه البلفيدير.[3]
- 1911 – أحداث الجلاز
- 1912 – مقاطعة ترامواي تونس
- 1914 – بناء نزل ماجستيك (تونس).
- 1919 – إنشاء الترجي الرياضي التونسي.
- 1920 –
  - إنشاء النادي الإفريقي الرياضي
  - بناء المسرح البلدي بتونس.
- 1923 – إنشاء المعهد العالي للفنون الجميلة بتونس.
- 1931 –
  - بناء قاعة سينما الكوليزي.
  - ترميم جامع الحجامين.
- 1932 – بناء فندق كلاريدج.
- 1934 – إنشاء معهد المدرسة الرشيدية (تونس) للحفاظ على التراث الموسيقي التقليدي التونسي
- 1935 – بناء مسجد العمرين.
- 1936 – عدد السكان: 219,578.
- 1937 – افتتاح كنيس تونس
- 1942 – تشرين الثاني (نوفمبر) – بدء احتلال دول المحور للمدينة.
- 1943 – أيار (مايو) – قوات الحلفاء ينتصرون ويطردون قوات المحور.
- 1944 – تطوير مطار تونس قرطاج الدولي.
- 1946 – عدد السكان: 364,593.[4]
- 1948 – تأسيس نادي الملعب التونسي.
- 1953 – مقاطعة الانتخابات.[5]
- 1956
  - إعلان استقلال تونس عن فرنسا
  - إعادة تشكيل جامعة الزيتونة.
  - تأسيس المعهد الثانوي بيير منديس فرانس والمكتبة الوطنية التونسية.[3]
- 1957 – إلغاء الملكية وإعلان الجمهورية التونسية
- 1958 – بناء مقر البنك المركزي التونسي
- 1959 – تسمية مدينة تونس عاصمة الجمهورية التونسية بموجب دستور تونس 1959.
- 1963 – تأسيس حديقة الحيوانات في تونس.[3]
- 1964 – بدء مهرجان قرطاج الدولي.
- 1966
  - أول أيام قرطاج السينمائية
  - عدد السكان: 468,997 المدينة؛ 647,640 مع الضواحي.[6]
- 1967 – بناء الملعب الأولمبي بالمنزه.
- 1969
  - تأسيس بورصة تونس.
  - تأسيس الأوركسترا السمفوني التونسي.
- 1973 – بناء جامعة تونس الحرة.
- 1976 – تأسيس مسرح الدمى.[بحاجة لمصدر]
- 1978 – افتتاح متحف الفنون الشعبية والتقليدية.[3]
- 1979 –
  - انتقال جامعة الدول العربية إلى تونس.
  - اليونسكو تقرر إدراج مدينة تونس العتيقة على لائحة التراث العالمي.
- 1982 – انتقال مقر منظمة التحرير الفلسطينية من بيروت إلى تونس.
- 1983 –
  - تأسيس المسرح الوطني التونسي.
  - أول دورة لأيام قرطاج المسرحية.
- 1984 – عدد السكان: 596,654 المدينة؛ 1,394,749 مع الضواحي.[7]
- 1985 –
  - بدء تشغيل المترو الخفيف لمدينة تونس.
  - إسرائيل تهاجم مقر منظمة التحرير الفلسطينية وهو ما سمي عملية الساق الخشبية.
- 1988 – إنشاء جامعة قرطاج.
- 1992 – بدء عمل دار الفنون.[3]
- 1993 – افتتاح المسرح الوطني التونسي.
- 1996 – تأسيس مسرح نجمة الشمال.
- 1998
  - تأسيس المدرسة الوطنية لفنون السيرك.[بحاجة لمصدر]
  - عدد السكان: 702,330.[8]
- 2000 – تأسيس جامعة تونس المنار.

## القرن 21م
- 2003 – إنشاء شركة النقل بتونس.
- 2004 –
  - عدد السكان: 728,453.

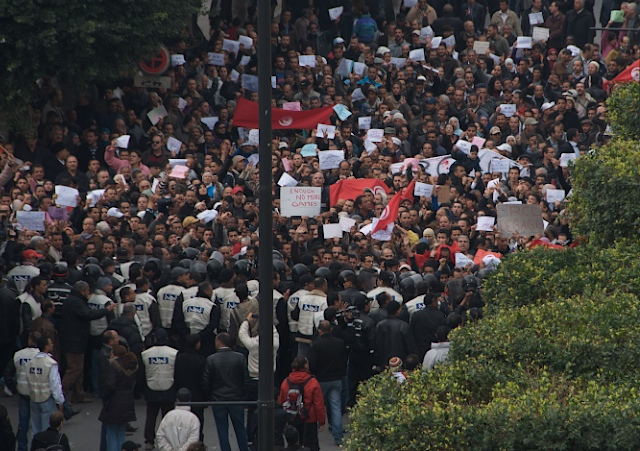
المحتجون والشرطة في ميدان بورقيبة، تونس في كانون الثاني (يناير)، 2011

  - استضافة بطولة أفريقيا للجودو 2004.
- 2007 –
  - حادثة سليمان في ضواحي العاصمة.[9]
  - بدء جائزة مدينة تونس الكبرى.
- 2008 – بدء أعمال الإنشاءات في المدينة الرياضية بتونس.
- 2009 – تجديد ملعب الشاذلي زويتن.
- 2010
  - كانون الأول (ديسمبر) – الثورة التونسية.[10]
- 2011
  - الثورة التونسية.[11]
  - عدد السكان: 790,000.[12]
- 2015
  - 18 آذار (مارس) – هجوم متحف باردو 2015 أسفر عن مقتل 21 شخصاً، معظمهم من السياح.[13]
  - 24 نوفمبر – تفجير استهدف قوات الأمن الرئاسي.

## مقالات ذات صلة
- تونس (مدينة)
- تاريخ مدينة تونس
- باي تونس
- قائمة المعالم الأثرية المصنفة في ولاية تونس
- التحضر في تونس
- تاريخ تونس
- الجدول الزمني لتاريخ تونس